# Marcelo Cabo
Marcelo Ribeiro Cabo (Río de Janeiro, 6 de diciembre de 1966) conocido como Marcelo Cabo, es un exfutbolista y entrenador de fútbol brasileño.

## Trayectoria
Cabo jugó como mediocampista defensivo, representando a Fluminense, Vasco da Gama, Portuguesa-RJ y Olaria. Posteriormente se cambió al fútbol sala, en particular en representación del Valencia.
En 1998, mientras estaba en el equipo de fútbol sala del Fluminense, se retiró e inmediatamente se convirtió en el entrenador del equipo. Se trasladó a Olaria al año siguiente, estando también a cargo de los equipos juveniles del club.
En 2003 estuvo a cargo de la selección sub-20 de Madureira, mientras que también se hizo cargo del equipo de fútbol sala de Flamengo. En diciembre de ese año, fue nombrado gerente de Bangu.
Cabo estuvo a cargo de 13 partidos oficiales, logrando solo una victoria y sufriendo el descenso del Campeonato Carioca 2004. El 15 de abril de ese año, fue nombrado al frente del São Bento EC de São Luís, llevando al equipo a la final de la segunda ronda del Campeonato Maranhense dónde logró terminar cuarto en la tabla general.
Luego se mudó al extranjero a fines de 2004, asumiendo el control del equipo sub-17 de Al-Hilal de Arabía Saudita. Al año siguiente fue nombrado asistente de Marcos Paquetá al frente de la selección de Arabia Saudita y participó en la Copa Mundial de la FIFA 2006.
Al regresar a Brasil entrenó a Cabofriense  y Bonsucesso durante la campaña de 2007.
En 2008 se hizo cargo de CFZ do Rio, y se mudó al Atlético Tubarão a fines de año después de que se estableciera una sociedad con su club anterior. Regresó a Tubarão el 15 de diciembre de 2008, pero se fue el 5 de febrero siguiente.
El 29 de julio de 2009 se hizo cargo de Al-Nasr de Kuwait. También actuó como cazatalentos técnico de Dunga durante la Copa Mundial de la FIFA 2010 y más tarde se unió a Jorginho (asistente de Dunga durante la Copa del Mundo) en Goiás y Figueirense.
En 2012 estuvo a cargo del Dibba Al-Fujairah de los Emiratos Árabes Unidos, pero terminó siendo despedido el 23 de octubre de ese año. Sin embargo el 16 de diciembre fue nombrado director de Tombense, pero dimitió el 9 de mayo de 2013.
El 28 de enero de 2014, después de otro trabajo como asistente de Jorginho (en Ponte Preta), fue nombrado a cargo de Nacional de Nova Serrana. Más tarde se unió al personal de Jorginho en Al Wasl, nuevamente como asistente, permaneciendo durante seis meses antes de ser presentado en el Volta Redonda el 1 de diciembre de 2014.
El 23 de marzo de 2015 renunció de Volta Redonda y se hizo cargo de Macaé Esporte. El 3 de agosto, partió de este último club y fue nombrado al frente de Ceará, pero posteriormente fue reemplazado por Lisca.
El 8 de octubre de 2015 fue nombrado al frente de Tigres do Brasil para la temporada 2016. Renunció al club el 27 de febrero siguiente y se hizo cargo de Resende el 2 de marzo.
El 8 de mayo de 2016 se presentó en el Atlético Goianiense. Logró ascender a la Série A al final del año como campeón, pero en enero de 2017, fue reportado como desaparecido en Goiânia por más de 40 horas. Más tarde se reveló que consumió demasiadas bebidas alcohólicas y se quedó dormido en un motel.
Mantenido a cargo del club tras el hecho, Cabo dimitió el 5 de junio de 2017, tras cuatro derrotas en cuatro partidos ligueros. También dirigió Figueirense y Guaraní en el resto del año, nunca más de dos meses.
El 22 de diciembre de 2017 regresó a Resende, pero lo dejó el 18 de febrero siguiente después de aceptar una oferta de CSA. Con este último logró un ascenso al Brasilerao y renovó su contrato el 29 de noviembre.
Después fue despedido de CSA el 30 de junio de 2019 y fue anunciado como nuevo gerente de Vila Nova el 14 de julio. El 3 de octubre, después de sólo cuatro victorias en 17 partidos, fue relevado de sus funciones debido a que el club sufrió el descenso.
Cabo fue designado a cargo del CRB de Brasilerao B el 12 de octubre de 2019. El 7 de noviembre del año siguiente abandonó el equipo tras aceptar una oferta del Atlético Goianiense en la máxima categoría.
El 27 de febrero de 2021, horas después de ganar el Campeonato Goiano 2020, fue nombrado entrenador del Vasco da Gama, para dirigirlo en el Brasilerao B. Sin embargo fue despedido por el Cruzmaltino el 19 de julio y se hizo cargo del Goiás, también de segunda división al día siguiente.
El 28 de octubre de 2021, a pesar de estar en los puestos de ascenso de segunda división, Cabo fue destituido por Goiás. El 11 de noviembre, regresó al Atlético Goianiense para una tercera etapa, pero renunció el 7 de febrero de 2022, con solo cuatro partidos en la nueva temporada.
El 10 de febrero de 2022 regresó al CRB por segunda vez como entrenador principal. Se fue el 14 de mayo, con el club en la última posición de la segunda división, y se hizo cargo del Chapecoense el 7 de julio. 
El 30 de agosto de 2022 fue despedido por el Chape después de solo diez partidos. El 24 de octubre, fue anunciado a cargo de Remo para la campaña subsiguiente.
| Entrenador        |                     |      |      |
| País              | Club                | Año  | Año  |
| Bandera de Brasil | Bangu               | 2004 | 2004 |
| Bandera de Brasil | Bonsucesso          | 2007 | 2007 |
| Bandera de Brasil | Cabofriense         | 2007 | 2007 |
| Bandera de Kuwait | Al Nasr             | 2009 | 2010 |
| Bandera de Kuwait | Al-Arabi            | 2010 | 2011 |
| Bandera de Brasil | Tombense            | 2013 | 2014 |
| Bandera de Brasil | Volta Redonda       | 2015 | 2015 |
| Bandera de Brasil | Macaé               | 2015 | 2015 |
| Bandera de Brasil | Ceará               | 2015 | 2015 |
| Bandera de Brasil | Resende             | 2016 | 2016 |
| Bandera de Brasil | Atlético Goianiense | 2016 | 2017 |
| Bandera de Brasil | Figueirense         | 2017 | 2017 |
| Bandera de Brasil | Guarani             | 2017 | 2017 |
| Bandera de Brasil | Resende             | 2018 | 2018 |
| Bandera de Brasil | CSA                 | 2018 | 2019 |
| Bandera de Brasil | Vila Nova           | 2019 | 2019 |
| Bandera de Brasil | CRB                 | 2019 | 2020 |
| Bandera de Brasil | Atlético Goianiense | 2020 | 2021 |
| Bandera de Brasil | Vasco da Gama       | 2021 | 2021 |
| Bandera de Brasil | Goiás               | 2021 | 2021 |
| Bandera de Brasil | Atlético Goianiense | 2021 | 2022 |
| Bandera de Brasil | CRB                 | 2022 | 2022 |
| Bandera de Brasil | Chapecoense         | 2022 | 2022 |
| Bandera de Brasil | Remo                | 2023 | 2023 |
| Bandera de Brasil | CSA                 | 2023 | 2023 |
| Bandera de Brasil | CSA                 | 2024 | 2024 |
| Bandera de Brasil | ABC                 | 2024 | 2024 |
| Bandera de Brasil | Floresta            | 2024 | 2024 |
| Bandera de Brasil | Brusque             | 2024 | Act. |

## Estadísticas
- Datos actualizados al último partido dirigido el 30 de agosto de 2022.

| Club                     | País                   | Desde                   | Hasta                    | PD  | PG  | PE  | PP  | GF  | GC  | DG  | Efectividad | Ref.   |
| ------------------------ | ---------------------- | ----------------------- | ------------------------ | --- | --- | --- | --- | --- | --- | --- | ----------- | ------ |
| Bangu                    | Brasil                 | Enero de 2004           | 15 de abril de 2004      | 13  | 1   | 3   | 9   | 11  | 25  | −14 | 15.38%      | [ 5 ]  |
| São Bento-MA             | Brasil                 | 15 de abril de 2004     | Septiembre de 2004       | 22  | 10  | 4   | 8   | 20  | 19  | +1  | 51.51%      |        |
| Cabofriense              | Brasil                 | 18 de mayo de 2007      | 24 de junio de 2007      | 2   | 1   | 0   | 1   | 2   | 1   | +1  | 50%         |        |
| Bonsucesso               | Brasil                 | Agosto de 2007          | 27 de septiembre de 2007 | 10  | 3   | 5   | 2   | 14  | 12  | +2  | 40%         |        |
| CFZ do Rio               | Brasil                 | 3 de julio de 2008      | Octubre de 2008          | 24  | 11  | 4   | 9   | 29  | 23  | +6  | 51.39%      |        |
| Atlético Tubarão         | Brasil                 | Octubre de 2008         | Noviembre de 2008        | 4   | 0   | 0   | 4   | 5   | 14  | −9  | 0%          | [ 11 ] |
| Atlético Tubarão         | Brasil                 | 15 de diciembre de 2008 | 5 de febrero de 2009     | 6   | 1   | 1   | 4   | 4   | 13  | −9  | 22.23%      | [ 12 ] |
| Dibba Al-Fujairah        | Emiratos Árabes Unidos | Julio de 2012           | 23 de octubre de 2012    | 6   | 0   | 1   | 5   | 6   | 21  | −15 | 5.56%       | [ 14 ] |
| Tombense                 | Brasil                 | 16 de diciembre de 2012 | 9 de mayo de 2013        | 13  | 6   | 1   | 6   | 17  | 19  | −2  | 48.71%      |        |
| Nacional de Nova Serrana | Brasil                 | 28 de enero de 2014     | 17 de marzo de 2014      | 11  | 3   | 1   | 7   | 10  | 17  | −7  | 30.3%       |        |
| Volta Redonda            | Brasil                 | 28 de noviembre de 2014 | 23 de marzo de 2015      | 11  | 5   | 3   | 3   | 13  | 12  | +1  | 54.54%      | [ 39 ] |
| Macaé                    | Brasil                 | 23 de marzo de 2015     | 3 de agosto de 2015      | 20  | 7   | 7   | 6   | 30  | 28  | +2  | 46.67%      | [ 21 ] |
| Ceará                    | Brasil                 | 3 de agosto de 2015     | 29 de septiembre de 2015 | 15  | 5   | 3   | 7   | 19  | 23  | −4  | 40%         | [ 47 ] |
| Tigres do Brasil         | Brasil                 | 8 de octubre de 2015    | 27 de febrero de 2016    | 7   | 0   | 1   | 6   | 5   | 17  | −12 | 4.76%       | [ 23 ] |
| Resende                  | Brasil                 | 2 de marzo de 2016      | 4 de mayo de 2016        | 12  | 6   | 3   | 3   | 19  | 15  | +4  | 58.33%      | [ 48 ] |
| Atlético Goianiense      | Brasil                 | 8 de mayo de 2016       | 5 de junio de 2017       | 60  | 28  | 16  | 16  | 83  | 63  | +20 | 55.56%      | [ 49 ] |
| Figueirense              | Brasil                 | 15 de junio de 2017     | 29 de julio de 2017      | 10  | 2   | 2   | 6   | 11  | 16  | −5  | 26.67%      | [ 50 ] |
| Guaraní                  | Brasil                 | 29 de agosto de 2017    | 8 de octubre de 2017     | 6   | 0   | 3   | 3   | 3   | 11  | −8  | 16.67%      | [ 51 ] |
| Resende                  | Brasil                 | 22 de diciembre de 2017 | 17 de febrero de 2018    | 9   | 3   | 2   | 4   | 13  | 15  | −2  | 40.74%      | [ 52 ] |
| CSA                      | Brasil                 | 18 de febrero de 2018   | 30 de junio de 2019      | 79  | 32  | 25  | 22  | 92  | 73  | +19 | 51.06%      | [ 33 ] |
| Vila Nova                | Brasil                 | 14 de julio de 2019     | 3 de octubre de 2019     | 17  | 4   | 7   | 6   | 12  | 16  | −4  | 37.26%      | [ 49 ] |
| CRB                      | Brasil                 | 12 de octubre de 2019   | 7 de noviembre de 2020   | 53  | 21  | 15  | 17  | 64  | 58  | +6  | 49.05%      | [ 53 ] |
| Atlético Goianiense      | Brasil                 | 7 de noviembre de 2020  | 27 de febrero de 2021    | 22  | 10  | 7   | 5   | 31  | 22  | +9  | 56.06%      | [ 49 ] |
| Vasco de Gama            | Brasil                 | 27 de febrero de 2021   | 19 de julio de 2021      | 29  | 13  | 10  | 6   | 42  | 31  | +11 | 56.32%      |        |
| Goiás                    | Brasil                 | 20 de julio de 2021     | 28 de octubre de 2021    | 19  | 8   | 6   | 5   | 25  | 20  | +5  | 52.64%      |        |
| Atlético Goianiense      | Brasil                 | 11 de noviembre de 2021 | 7 de febrero de 2022     | 12  | 6   | 4   | 2   | 14  | 9   | +5  | 61.11%      |        |
| CRB                      | Brasil                 | 10 de febrero de 2022   | 14 de mayo de 2022       | 23  | 8   | 4   | 11  | 21  | 29  | -8  | 40.58%      |        |
| Chapecoense              | Brasil                 | 7 de julio de 2022      | 30 de agosto de 2022     | 10  | 2   | 5   | 3   | 7   | 8   | -1  | 36.67%      |        |
| Total                    | Total                  | Total                   | Total                    | 525 | 196 | 143 | 186 | 621 | 630 | -9  | 46.41%      | -      |

## Palmarés

### Futsal
Olaria
- Campeonato Carioca de Futsal: 2002

Flamengo
- Campeonato Carioca de Futsal: 2003

### Fútbol
Atlético Goianiense
- Campeonato Brasileiro Série B: 2016
- Campeonato Goiano: 2020

CSA
- Campeonato Alagoano: 2018, 2019

Vasco da Gama
- Taça Rio: 2021

CRB
- Campeonato Alagoano: 2020, 2022